# Liste des chapitres de Vagabond
Cet article est un complément de l’article sur le manga Vagabond. Il contient la liste des volumes du manga parus en presse, avec les chapitres qu’ils contiennent.

## Découpage
- Arc Miyamoto : chapitres 1 à 21 (volumes 1 à 2)

- Arc Kyōto : chapitres 22 à 35 (volumes 3 à 4)

- Arc Hōzōin : chapitres 36 à 78 (volumes 4 à 8)

- Arc Yagyū : chapitres 79 à 106 (volumes 9 à 11)

- Arc Baiken : chapitres 107 à 127 (volumes 11 à 13)

- Arc Kojirō : chapitres 128 à 179 (volumes 14 à 20)

- Arc Yoshioka : chapitres 180 à 269 (volumes 21 à 30)

- Arc Wandering : chapitres 270 à 301 (volumes 31 à 34)
- Arc Farming : chapitres 302-322 (volumes 34 à 37)
- Arc Hosokawa : chapitres 323-présent

## Liste des volumes

### Tomes 1 à 10
| no | Japonais        | Japonais          | Français         | Français      |
| no | Date de sortie  | ISBN              | Date de sortie   | ISBN          |
| --- | --------------- | ----------------- | ---------------- | ------------- |
| 1 | 23 mars 1999    | 978-4-06-328619-9 | 24 mars 2001     | 2-84580-067-3 |
| Liste des chapitres : Arc Miyamoto - Chapitre 1 : Takezo Shinmen (新免武蔵様) - Chapitre 2 : Akemi (朱実) - Chapitre 3 : Oko (お甲) - Chapitre 4 : La Bande des pillards (野武士辻風) - Chapitre 5 : Jeux sanglants (血遊び) - Chapitre 6 : Les Désarrois de Matahachi Honi'Den, 17 ans (本位田又八17歳の懊悩) - Chapitre 7 : L'Adieu à Takezo (さらば武蔵) - Chapitre 8 : Au village de Miyamoto (宮本村) - Chapitre 9 : La Fiancée (許嫁) - Chapitre 10 : Ceux qui restent (残された者たち) |                 |                   |                  |               |
| 2 | 23 mars 1999    | 978-4-06-328620-5 | 29 mai 2001      | 2-84580-115-7 |
| Liste des chapitres : - 011. "Demon" (悪鬼) - 012. "Takuan" (沢庵) - 013. "Life" (生) - 014. "Cut Down" (斬死) - 015. "No Fear" (怖くない) - 016. "Captured" (捕獲) - 017. "Invincible Under the Sun" (天下無双) - 018. "Tree of Shame" (樹上の恥) - 019. "The Demon's Child" (鬼の子) - 020. "Death" (死) - 021. "A Place in the Sun" (光のある場所) |                 |                   |                  |               |
| 3 | 22 juillet 1999 | 978-4-06-328644-1 | 3 juillet 2001   | 2-84580-123-8 |
| Liste des chapitres : Arc Kyōto - 022. "Miyamoto Musashi" (宮本武蔵) - 023. "First Step" (田舎者の一歩) - 024. "The Challenge" (挑戦) - 025. "Chaos at the Yoshioka School" (吉岡騒然) - 026. "The Master" (当主) - 027. "Instinct" (本能) - 028. "Demon II" (悪鬼2) - 029. "Ignorance" (世間知らず) - 030. "A Single Stroke" (一の太刀) - 031. "Inferno" (業火) |                 |                   |                  |               |
| 4 | 22 octobre 1999 | 978-4-06-328658-8 | 19 octobre 2001  | 2-84580-144-0 |
| Liste des chapitres : Arc Hōzōin - 032. "Wanderers" (放浪者たち) - 033. "Departures" (旅立ち) - 034. "Departures II" (旅立ち2) - 035. "Distraction" (とらわれ) - 036. "Hozoin" (宝蔵院) - 037. "Bloodthirst" (殺気) - 038. "Graceless" (不細工) - 039. "Inshun" (胤舜) - 040. "Agon" (阿厳) |                 |                   |                  |               |
| 5 | 21 janvier 2000 | 978-4-06-328672-4 | 18 décembre 2001 | 2-84580-155-6 |
| Liste des chapitres : - 041. "The Assassin" (刺客) - 042. "Howl" (咆哮) - 043. "Inshun's Spear" (二代目の槍) - 044. "Life" (命) - 045. "Unease" (不安) - 046. "The Demon Within" (魔) - 047. "Fear" (恐怖) - 048. "Fear II" (恐怖二) - 049. "Fear III" (恐怖三) |                 |                   |                  |               |
| 6 | 21 avril 2000   | 978-4-06-328685-4 | 20 février 2002  | 2-84580-156-4 |
| Liste des chapitres : - 050. "Surviving" (永らえる) - 051. "Lying Low" (雌伏) - 052. "Lying Low II" (雌伏二) - 053. "Journey" (道程) - 054. "Vision" (見切り) - 055. "The Decision of a Formerly Kept Man" (ヒモだった男の決心) - 056. "Osaka" (大阪) - 057. "Vermin" (クソ虫) - 058. "Sasaki Kojiro" (佐々木小次郎) - 059. "Hozoin Pickles" (宝蔵院漬) |                 |                   |                  |               |
| 7 | 21 juillet 2000 | 978-4-06-328702-8 | 19 avril 2002    | 2-84580-194-7 |
| Liste des chapitres : - 060. "Duel's Eve" (前夜) - 061. "Duel's Eve II" (前夜二) - 062. "Dawn" (夜明け) - 063. "Spider's Thread" (蜘蛛の糸) - 064. "Heaven and Earth" (天地自然) - 065. "Legacy" (伝えるもの) - 066. "The Master" (師) - 067. "Kami'izumi Ise no Kami Hidetsuna" (上泉伊勢守秀綱) - 068. "No Sword" (無刀) |                 |                   |                  |               |
| 8 | 23 octobre 2000 | 978-4-06-328720-2 | 17 juin 2002     | 2-84580-200-5 |
| Liste des chapitres : - 069. "Life II" (命二) - 070. "Life III" (命三) - 071. "Inshun" (胤舜) - 072. "Shinnosuke" (慎之介) - 073. "Playing in the Sand" (砂遊び) - 074. "Sudden Storm" (驟雨) - 075. "Survivors" (生還) - 076. "Don't Put Your Life on the Line" (命を奪い合うことなく) - 077. "They Call Me Sensei" (先生と呼ばれて) - 078. "Ascending Dragon" (昇り竜) |                 |                   |                  |               |
| 9 | 21 février 2001 | 978-4-06-328736-3 | 24 août 2002     | 2-84580-215-3 |
| Liste des chapitres : Arc Yagyū - 079. "The Yagyu" (柳生) - 080. "Coming Home" (帰郷) - 081. "The Peony Message" (芍薬の使者) - 082. "Successor to the Invincible" (天下無双を継ぐ者) - 083. "Legacy" (相伝) - 084. "Promise" (約束) - 085. "Ship of Stone" (石の舟) - 086. "A Round of Discussion" (円座) - 087. "Provacateur" (乱波者) |                 |                   |                  |               |
| 10 | 23 mai 2001     | 978-4-06-328755-4 | 29 octobre 2002  | 2-84580-247-1 |
| Liste des chapitres : - 088. "Disciple" (弟子) - 089. "One Man Battle" (一人対一城) - 090. "The Battle" (合戦) - 091. "Bamboo Flute" (笛) - 092. "The Four Senior Disciples" (四高弟) - 093. "Valor" (豪傑) - 094. "Retribution" (成敗) - 095. "Longing" (そばにいたい) - 096. "Reunion" (再会) - 097. "Sliding Door" (障子) |                 |                   |                  |               |

### Tome 11 à 20
| no | Japonais         | Japonais          | Français         | Français      |
| no | Date de sortie   | ISBN              | Date de sortie   | ISBN          |
| --- | ---------------- | ----------------- | ---------------- | ------------- |
| 11 | 20 août 2001     | 978-4-06-328763-9 | 24 décembre 2002 | 2-84580-276-5 |
| Liste des chapitres : - 098. "Unrivaled" (無双) - 099. "Son of the Invincible" (天下無双の仔) - 100. "The Real Thing" (真贋) - 101. "The Blue Sky" (蒼天) - 102. "The Infinite Universe" (天下無限) - 103. "Farewell at Dawn" (暁の別れ) - 104. "Autumn Sky" (秋空) - 105. "Journey" (旅路) - 106. "Footprints" (足痕) - 107. "The Road to Ise" (伊勢路) |                  |                   |                  |               |
| 12 | 22 novembre 2001 | 978-4-06-328779-0 | 26 février 2003  | 2-84580-277-3 |
| Liste des chapitres : Arc Tsujikaze Kōhei/Shishido Baiken - 108. "Summit" (てっぺん) - 109. "Sea of Clouds" (雲海) - 110. "Uncle Gon" (権叔父) - 111. "Lowlife" (下衆と呼ばれて) - 112. "Mother" (おふくろ) - 113. "Osugi's Ordeal" (婆受難) - 114. "He and I" (彼我) - 115. "Apparition" (亡霊) - 116. "Baiken" (梅軒) - 117. "Chain and Sickle" (鎖鎌) |                  |                   |                  |               |
| 13 | 22 mars 2002     | 978-4-06-328804-9 | 22 avril 2003    | 2-84580-323-0 |
| Liste des chapitres : - 118. "Rindo" (龍胆) - 119. "The Girl and the God of Death" (死神と少女) - 120. "The Resurrection of the God of Death" (死神再生) - 121. "Two Swords" (二刀) - 122. "Moths" (「毒蛾」) - 123. "Akebi Fruit" (あけび) - 124. "Connections" (つながり) - 125. "Spiral" (螺旋) - 126. "Special Chapter:Tsujikaze Kohei" (Part One) (-特別編- 辻風黄平<前編>) - 127. "Special Chapter:Tsujikaze Kohei" (Part Two) (-特別編- 辻風黄平<後編>) |                  |                   |                  |               |
| 14 | 21 juin 2002     | 978-4-06-328823-0 | 18 juin 2003     | 2-84580-374-5 |
| Liste des chapitres : Arc Sasaki Kojirō - 128. "The Letter" (手紙) - 129. "Hands" (手) - 130. "Glimmering Waves" (光る波) - 131. "Seaweed" (藻屑) - 132. "Fate" (運命) - 133. "To Live by the Sword" (剣一筋) - 134. "Driftwood" (流木) - 135. "The Plan" (蠢動) - 136. "Kojiro and Tenki" (小次郎と天鬼) |                  |                   |                  |               |
| 15 | 23 octobre 2002  | 978-4-06-328850-6 | 16 août 2003     | 2-84580-381-8 |
| Liste des chapitres : - 137. "A Gift From the Sea" (海からの授かりもの) - 138. "Farewell, Kojiro" (さらば小次郎) - 139. "Butterfly" (揚羽蝶) - 140. "Flames" (炎) - 141. "Sword Against Sword" (剣と剣) - 142. "Savior" (救い神) - 143. "The Kanemaki Dojo" (鐘巻道場) |                  |                   |                  |               |
| 16 | 21 février 2003  | 978-4-06-328871-1 | 19 novembre 2003 | 2-84580-411-3 |
| Liste des chapitres : - 144. "Master and Pupil" (師弟) - 145. "The Fifth Year of Keicho (1600 C.E.)" (慶長五年) - 146. "Senior Disciple" (兄弟子) - 147. "Jisai's Cocoon" (自斎の繭) - 148. "Tiger" (虎) - 149. "Blood Bath" (狂宴) - 150. "Mad Tiger" (狂虎) |                  |                   |                  |               |
| 17 | 23 juin 2003     | 978-4-06-328891-9 | 31 janvier 2004  | 2-84580-537-3 |
| Liste des chapitres : - 151. "Numb" (鈍き者) - 152. "Brothers" (兄弟) - 153. "Blood Battle" (血戦) - 154. "Shore of Blood" (血海) - 155. "The Departure" (旅出) - 156. "A Complete Life" (人生のすべて) - 157. "Ganryu" (巌流) |                  |                   |                  |               |
| 18 | 20 novembre 2003 | 978-4-06-328916-9 | 26 juin 2004     | 2-84580-538-1 |
| Liste des chapitres : - 158. "Muso Gonnosuke" (夢想権之助) - 159. "The Stage" (舞台) - 160. "Battlefield" (戦場) - 161. "Those Who Defy Death" (死を賭した者) - 162. "Rampage of the Beast" (獣乱舞) - 163. "Six O'Clock at Sekigahara" (関ヶ原午後六時) - 164. "Refugee Hunters" (落武者狩り) |                  |                   |                  |               |
| 19 | 23 mars 2004     | 978-4-06-328945-9 | 1er octobre 2004 | 2-84580-610-8 |
| Liste des chapitres : - 165. "Death Torches" (鬼火) - 166. "First Friend" (初めての友だち) - 167. "Mountain of Shattered Dreams" (夢散る山) - 168. "Over the Mountain" (この山の向こう) - 169. "The Distant Ocean" (遠き海) - 170. "Strands of the Departed" (遺髪) - 171. "The Sword" (刀) |                  |                   |                  |               |
| 20 | 23 juillet 2004  | 978-4-06-328970-1 | 17 décembre 2004 | 2-84580-612-4 |
| Liste des chapitres : - 172. "Sons" (息子) - 173. "The Desire to Fight" (斬り合いたい) - 174. "Ichizo" (市三) - 175. "Younger Brother" (弟) - 176. "Open Mind" (虚心) - 177. "Koun and Kojiro" (巨雲と小次郎) - 178. "Koun and Kojiro II" (巨雲と小次郎2) - 179. "Koun and Kojiro III" (巨雲と小次郎3) |                  |                   |                  |               |

### Tome 21 à 30
| no | Japonais          | Japonais          | Français         | Français          |
| no | Date de sortie    | ISBN              | Date de sortie   | ISBN              |
| --- | ----------------- | ----------------- | ---------------- | ----------------- |
| 21 | 21 septembre 2005 | 978-4-06-372464-6 | 22 février 2006  | 2-84580-761-9     |
| Liste des chapitres : Arc Yoshioka - 180. "Gathering in Kyoto" (京に集う) - 181. "Carving Demons" (鬼を彫る) - 182. "First Snow" (初雪舞う) - 183. "The Same Moon" (同じ月) - 184. "Eagle and Ant" (鷲と蟻) - 185. "Rendaiji" (蓮台寺野) - 186. "Altercation After Dark" (斬り合いの夜) - 187. "Before Dawn" (夜明け前) - 188. "A Place to Exist" (居場所)                                  |                   |                   |                  |                   |
| 22 | 23 février 2006   | 978-4-06-372497-4 | 18 octobre 2006  | 2-84580-790-2     |
| Liste des chapitres : - 189. "Burdened" (背負いしもの) - 190. "The Death of Seijuro" (清十郎の死) - 191. "Painting with Water" (水で絵を描く) - 192. "Koetsu and Myoshu" (光悦と妙秀) - 193. "Bedlam in Kyoto" (京騒乱) - 194. "Talk of the Town" (京の有名人) - 195. "Confrontation of Rivals" (両雄相見ゆ) - 196. "Return of the Vainglorious" (天狗来る) - 197. "The Real Kojiro" (本物) |                   |                   |                  |                   |
| 23 | 23 juin 2006      | 978-4-06-372526-1 | 7 février 2007   | 978-2-7595-0000-0 |
| Liste des chapitres : - 198. "Grass, Snow, and Blood" (草・雪・血) - 199. "Kojiro and Matahachi" (小次郎と又八) - 200. "Two Kojiros" (ふたり小次郎) - 201. "Ladder to Success" (大出世への梯子) - 202. "Presumptuous" (増長) - 203. "The Day After Tomorrow" (明後日) - 204. "Sword Sharpening" (刀を研ぐ) - 205. "Sottaku" (卒啄) - 206. "Straightforward" (愚直)                          |                   |                   |                  |                   |
| 24 | 23 octobre 2006   | 978-4-06-372553-7 | 30 mai 2007      | 978-2-7595-0001-7 |
| Liste des chapitres : - 207. "Afternoon Nap" (午睡) - 208. "Chance Encounter" (邂逅) - 209. "A Long Detour" (回り道) - 210. "Rivals at Play" (戯れ敵) - 211. "On the Eve of Battle" (前夜) - 212. "Bright New Morning" (朝には紅顔ありて) - 213. "Worthless Junk" (ガラクタ) - 214. "Rengeoin" (蓮華王院) - 215. "It's Already Begun" (コウキル)                                            |                   |                   |                  |                   |
| 25 | 23 mars 2007      | 978-4-06-372582-7 | 22 août 2007     | 978-2-7595-0055-0 |
| Liste des chapitres : - 216. "A Year After" - 217. "Denshichiro Advances" (伝七郎前へ) - 218. "Demise" (絶命) - 219. "Unbreakable Bonds" (分かち難き結びつき) - 220. "Admiration and Hate" (尊敬と憎悪) - 221. "Old Friends" (旧友) - 222. "Friends" (ともだち) - 223. "From the Treetop" (樹上ニテ想フ) - 224. "Ichijoji Sagarimatsu" (一乗寺下り松)                                       |                   |                   |                  |                   |
| 26 | 23 juillet 2007   | 978-4-06-372612-1 | 21 novembre 2007 | 978-2-7595-0056-7 |
| Liste des chapitres : - 225. "Musashi Against Seventy Samurai" (武蔵と七十余名の男たち) - 226. "Debt to the Yoshioka" (吉岡の懐) - 227. "Army of One" (孤軍) - 228. "Swarm" (グチャグチャに) - 229. "The Rapids" (激流) - 230. "Sallowed Sky" (黄色い空) - 231. "Exhaustion" (疲弊) - 232. "Life" - 233. "It Finds a Way"                                                                   |                   |                   |                  |                   |
| 27 | 29 novembre 2007  | 978-4-06-372640-4 | 28 mai 2008      | 978-2-7595-0189-2 |
| Liste des chapitres : - 234. "Heaps" (累累) - 235. "The Depth" (その深みに) - 236. "The End of the Battle" (斬り合いの果て) - 237. "In the Way" (道なかば) - 238. "Necessary to the Era" (時代の必然) - 239. "Mud of Blood" (血の泥) - 240. "A Chance Meeting" (得難き出会い) - 241. "One Stroke of the Sword" (一の太刀) - 242. "The End of the Battle" (終戦)                             |                   |                   |                  |                   |
| 28 | 23 mai 2008       | 978-4-06-372685-5 | 17 décembre 2008 | 978-2-7595-0190-8 |
| Liste des chapitres : - 243. "Frogs" (蛙) - 244. "The Solitary Way" (独行道) - 245. "Reunion" (再会) - 246. "Nothing's Changed" (昔と同じ二人) - 247. "While You Sleep" (お前が眠っている間に) - 248. "Pulse" (鼓動) - 249. "The Man in the Rumors" (噂の男) - 250. "An End to Fighting" (闘いの終わり) - 251. "Prayer" (祈り)                                                              |                   |                   |                  |                   |
| 29 | 28 novembre 2008  | 978-4-06-372750-0 | 6 mai 2009       | 978-2-7595-0191-5 |
| Liste des chapitres : - 252. "An Imprisoned Musashi" (捕らわれの武蔵) - 253. "To Live by the Sword" (剣に生きるということ) - 254. "Home" - 255. "Questions" (質問) - 256. "Voices" (声) - 257. "Contradiction" (矛盾) - 258. "The Glowing Light in the Depths" (奥の光) - 259. "Still the Stick" (マダコエダ) - 260. "The Flames of Hatred" (怨念の炎)                                      |                   |                   |                  |                   |
| 30 | 28 mai 2009       | 978-4-06-372795-1 | 4 novembre 2009  | 978-2-7595-0316-2 |
| Liste des chapitres : - 261. "Moonlight" (月光) - 262. "Separation" (別れ) - 263. "The Facts Of A Dream" (夢の顛末) - 264. "Heat Haze" (陽炎) - 265. "Just That Much" (ただそれだけの) - 266. "Fragments" (片割れ) - 267. "Crossroads" (岐路) - 268. "On The Edge Of The Sword" - 269. "Light" (光)                                                                                         |                   |                   |                  |                   |

### Tome 31 à aujourd'hui
| no | Japonais         | Japonais          | Français          | Français          |
| no | Date de sortie   | ISBN              | Date de sortie    | ISBN              |
| --- | ---------------- | ----------------- | ----------------- | ----------------- |
| 31 | 3 septembre 2009 | 978-4-06-372827-9 | 26 mai 2010       | 978-2-7595-0423-7 |
| Liste des chapitres : - 270. "Vagabond" (漂泊者, Hyōhaku-sha) - 271. "The Shadow Of The Spiral" (環の中, Wa no Naka) - 272. "Dreams Worn Out And Returning Home" (夢破れて故郷に帰る, Yume Yaburete Furusato ni Kaeru) - 273. "Mother And Child" (母と子, Haha to Ko) - 274. "Mother" (おふくろ, Ofukuro) - 275. "Liar" (嘘つき, Usotsuki) - 276. "A Chance Meeting" (邂逅, Kaigō) - 277. "A Friend" (友達, Tomodachi) - 278. "Treasure" (宝, Takara)                             |                  |                   |                   |                   |
| 32 | 15 janvier 2010  | 978-4-06-372866-8 | 15 septembre 2010 | 978-2-7595-0424-4 |
| Liste des chapitres : - 279. "Aspiration" (憧れ, Akogare) - 280. "Ittousai, The Demon Swordsman" (剣鬼一刀斎, Kenki Ittousai) - 281. "A Great Man Falls" (巨星堕つ, Kyosei Otsu) - 282. "This Form" (このかたち, Kono Katachi) - 283. "Thirteen Years Old" (十三才, Jū-san Sai) - 284. "The Spiral" (螺旋, Rasen) - 285. "Learning To Smile" - 286. "Tiger And Tiger" (トラトトラ, Tora to Tora) - 287. "The Way Of "Without A Blade" (無刀だとかの類, Mu Katanada Toka no Tagui) |                  |                   |                   |                   |
| 33 | 27 mai 2010      | 978-4-06-372903-0 | 1er décembre 2010 | 978-2-7595-0589-0 |
| Liste des chapitres : - 288. "Kokura" (小倉, Kokura) - 289. "The Music Inside" (内側の音楽, Uchigawa no Ongaku) - 290. "The World of People" (人の世, Hito no Yo) - 291. "7 Years" - 292. "Profile" (横顔, Yokogao) - 293. "Haze" (靄, Moya) - 294. "Give It Up" (あきらめ, Akirame) - 295. "Paper Balloon" (紙風船, Kamifūsen) - 296. "Kojirou's City" (小次郎の町, Kojirō no Machi)                                                                                             |                  |                   |                   |                   |
| 34 | 23 octobre 2012  | 978-4-06-372947-4 | 5 décembre 2012   | 978-2-7595-0590-6 |
| Liste des chapitres : - 297. "The Flower of Kakura" (派手すぎる, Hade Sugiru) - 298. "Instructor" (指南役, Shinan-yaku) - 299. "Mogura" (土竜, Mogura) - 300. "The Future of Our Freedom" (我が藩の未来, Waga Han no Mirai) - 301. "At The End of The Journey" (旅路の果てに, Tabiji no Hate ni) - 302. "Children of the Earth" (土の子供, Tsuchi no Kodomo) - 303. "Rainy Soil" (あめつち, Ametsu Chi)                                                                           |                  |                   |                   |                   |
| 35 | 23 avril 2013    | 978-4-06-387195-1 | 21 août 2013      | 978-2-7595-0628-6 |
| Liste des chapitres : - 304. "Overflowing Water" (あふれみず, Afure Mizu) - 305. "The Water Path" (水の路, Mizu no Michi) - 306. "Infinite Smiles" (無限の微笑, Mugen no Bishō) - 307. "The Tip" (先っちょ, Sakitcho) - 308. "Locusts" (蝗, Inago) - 309. "Earth" (土, Tsuchi) |                  |                   |                   |                   |
| 36 | 23 octobre 2013  | 978-4-06-387261-3 | 12 février 2014   | 978-2-7560-5554-1 |
| Liste des chapitres : - 310. "Late Autumn" (晩秋, Banshū) - 311. "A Lively Life" (にぎやかな命, Nigiyakana Inochi) - 312. "The Fool's Paddy Field!" (阿呆共の田んぼ, Ahō-domo no Tanbo) - 313. "A Corpse and Lives" (屍と命, Shikabane to Inochi) - 314. "Breath" (呼吸, Kokyū) - 315. "When the Water Warms" (水ぬるむ頃, Mizu Nurumu Koro) |                  |                   |                   |                   |
| 37 | 23 juillet 2014  | 978-4-06-388340-4 | 3 décembre 2014   | 978-2-7560-6546-5 |
| Liste des chapitres : - 316. "Spring Thunder" (春雷, Shunrai) - 317. "Pure and Clear" (清浄明潔, Seijōmeiketsu) - 318. "Spring" (早苗, Sanae) - 319. "Something Frail" (かよわきもの, Kayowaki Mono) - 320. "Footpath" (畦道, Azemichi) - 321. "Shusaku Collapses" (秀作倒る, Shūsaku Taoru) - 322. "Dragonflies" (秋津, Akitsu) |                  |                   |                   |                   |
| — |                  |                   |                   |                   |
| Liste des chapitres : - 323. : 旅衣 (Tabigoromo) - 324. : 小倉の宝 (Kokura no Takara) - 325. : 名宝 (Meihō) - 326. : サムライになる (Samurai ni naru) - 327. : 忠興という名の川 (Tadaoki to iu na no kawa) |                  |                   |                   |                   |

### Kōdansha
1. 1 2  Tome 1
2. 1 2  Tome 2
3. 1 2  Tome 3
4. 1 2  Tome 4
5. 1 2  Tome 5
6. 1 2  Tome 6
7. 1 2  Tome 7
8. 1 2  Tome 8
9. 1 2  Tome 9
10. 1 2  Tome 10
11. 1 2  Tome 11
12. 1 2  Tome 12
13. 1 2  Tome 13
14. 1 2  Tome 14
15. 1 2  Tome 15
16. 1 2  Tome 16
17. 1 2  Tome 17
18. 1 2  Tome 18
19. 1 2  Tome 19
20. 1 2  Tome 20
21. 1 2  Tome 21
22. 1 2  Tome 22
23. 1 2  Tome 23
24. 1 2  Tome 24
25. 1 2  Tome 25
26. 1 2  Tome 26
27. 1 2  Tome 27
28. 1 2  Tome 28
29. 1 2  Tome 29
30. 1 2  Tome 30
31. 1 2  Tome 31
32. 1 2  Tome 32
33. 1 2  Tome 33
34. 1 2  Tome 34
35. 1 2  Tome 35
36. 1 2  Tome 36
37. 1 2  Tome 37

### Tonkam
1. 1 2  Tome 1
2. 1 2  Tome 2
3. 1 2  Tome 3
4. 1 2  Tome 4
5. 1 2  Tome 5
6. 1 2  Tome 6
7. 1 2  Tome 7
8. 1 2  Tome 8
9. 1 2  Tome 9
10. 1 2  Tome 10
11. 1 2  Tome 11
12. 1 2  Tome 12
13. 1 2  Tome 13
14. 1 2  Tome 14
15. 1 2  Tome 15
16. 1 2  Tome 16
17. 1 2  Tome 17
18. 1 2  Tome 18
19. 1 2  Tome 19
20. 1 2  Tome 20
21. 1 2  Tome 21
22. 1 2  Tome 22
23. 1 2  Tome 23
24. 1 2  Tome 24
25. 1 2  Tome 25
26. 1 2  Tome 26
27. 1 2  Tome 27
28. 1 2  Tome 28
29. 1 2  Tome 29
30. 1 2  Tome 30
31. 1 2  Tome 31
32. 1 2  Tome 32
33. 1 2  Tome 33
34. 1 2  Tome 34
35. 1 2  Tome 35
36. 1 2  Tome 36
37. 1 2  Tome 37